# Quique Wolff
Enrique Ernesto Wolff dos Santos (Buenos Aires, 21 de febrero de 1949), también conocido como Quique Wolf, es un exfutbolista y periodista deportivo argentino, que se desempeñó como defensor. Actualmente está sin participación en cadenas televisivas al finalizar su conducción dentro del canal ESPN en donde presentaba el programa Simplemente Fútbol, además de ser también relator o comentarista para dicha cadena en partidos de ligas europeas, certámenes diversos de selecciones internacionales y de la UEFA Champions League todo esto hasta mayo del 2024 al parecer como consecuencia de la fusión de Disney y FOX en Latinoamérica.

## Trayectoria

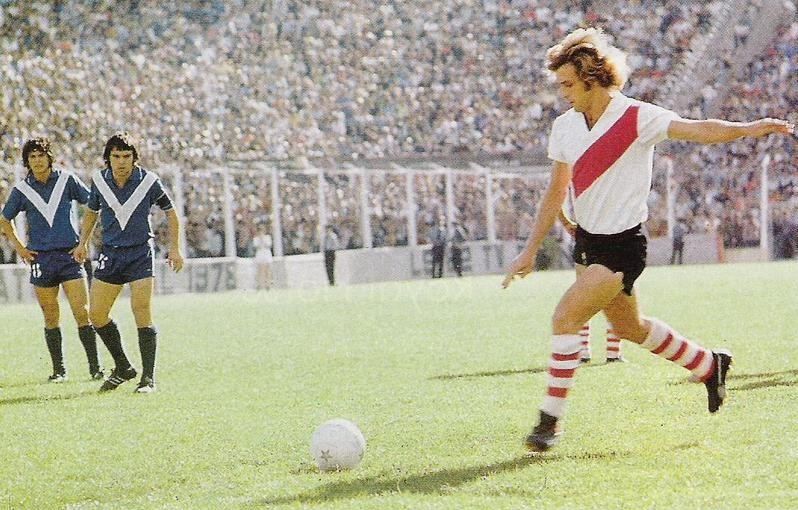
Wolff en 1973.

Empezó jugando en Racing Club en el Torneo Metropolitano de 1967. Jugó su primer partido el 16 de julio contra Boca Juniors. Estuvo en «la Academia» hasta 1972 y si bien no integró el plantel campeón del mundo, entrenó con él. Luego pasó a River Plate en 1973 para jugar el Metropolitano de ese año. Durante la temporada 1974/75 emigró a España fichando por la Unión Deportiva Las Palmas donde estuvo 3 temporadas.  
En 1977 marcha al Real Madrid, club en que permanece dos temporadas. Con el club madrileño consigue ganar dos veces la Liga Española, además de disputar una final de Copa del Rey, formando parte de la alineación titular y siendo el jugador que más minutos disputa en ambos torneos, junto a otros grandes jugadores como Del Bosque, Juanito, Pirri o Santillana. 
En 1979 pasó a Argentinos Juniors para jugar el Nacional de ese mismo año. En 1981 pasó a Club Atlético Tigre para jugar en la Primera B, siendo este el último club de su carrera. En su trayectoria ha jugado un total de 378 partidos y ha marcado un total de 48 goles.

### Clubes
| Club               | País      | Año       |
| ------------------ | --------- | --------- |
| Racing Club        | Argentina | 1967-1972 |
| River Plate        | Argentina | 1972-1974 |
| Las Palmas         | España    | 1974-1977 |
| Real Madrid        | España    | 1977-1979 |
| Argentinos Juniors | Argentina | 1979-1981 |
| Tigre              | Argentina | 1981      |

### Selección nacional
Jugó con la selección de fútbol de Argentina donde disputó 27 partidos, incluyendo 5 de los 6 partidos jugados por la Argentina en el Mundial de Alemania 1974, donde Roberto Perfumo fue el capitán albiceleste, y 5 por la Copa América, y marcó un gol. Fue campeón sudamericano juvenil en 1967.

### Participaciones en Copas del Mundo
| Mundial                        | País     | Ubicación    | Partidos | Goles |
| ------------------------------ | -------- | ------------ | -------- | ----- |
| Copa Mundial de Fútbol de 1974 | Alemania | Segunda fase | 5        | 0     |

## Etapa como periodista deportivo
Actualmente ha dejado de ser parte del staff de comentaristas y presentadores del canal deportivo ESPN en donde se ha destacado por ser conductor del programa Simplemente Fútbol al manifestar su salida en mayo del año 2024, siendo en este programa en donde junto a su hijo Pedro recorría momentos importantes y entrevista personalidades anecdóticas del deporte. También relató las eliminatorias y Mundial de Futbol de Estados Unidos 1994 junto a Alejandro Apo, Enrique Sacco, Miguel Simón, Alfredo "Pato" Galván, Juan Szafrán y Daniel Wainstein para Telefe Deportes y Torneos y Competencias. También relató los partidos del Sudamericano Sub-20 en Chile y Mundial en Malasia en ese mismo año. Y comentó o relató los partidos del seleccionado argentino para Azul Televisión, ESPN y Canal 7 años 2000 a 2002. Por su trayectoria como periodista deportivo recibió el Premio Konex - Diploma al Mérito en 1997.  Se desempeñaba también como comentarista deportivo en ESPN siendo quizás el más reconocido de la compañía para Latinoamérica, comentando para las transmisiones de los partidos de las diferentes competencias, especializándose a día de hoy en las de LaLiga Santander y la UEFA Champions League, donde habitualmente acompañaba en el relato a su compañero Miguel Simón. También trabajó brevemente como relator para la división de radio. Participó por muchos años en la conducción del noticiero insignia de ESPN, SportsCenter, junto a Fernando Palomo mientras la emisión correspondía a ambas señales del continente, Simón, Jorge Barril, Pablo Stecco, Enrique Sacco y Tito Puccetti, hasta la salida de estos últimos dos en 2018. Popularizó la expresión "la caprichosa" para referirse al balón, la cual sigue utilizando a día de hoy en su programa y en los partidos que le corresponden.
El 15 de junio de 2012 portó la antorcha olímpica en la ciudad de Newcastle upon Tyne.

## Palmarés

### Campeonatos nacionales
| Título        | Club        | País   | Año     |
| ------------- | ----------- | ------ | ------- |
| Liga Española | Real Madrid | España | 1977-78 |
| Liga Española | Real Madrid | España | 1978-79 |

#### Campeonatos internacionales
| Título                                   | Equipo              | Sede     | Año  |
| ---------------------------------------- | ------------------- | -------- | ---- |
| Campeonato Sudamericano de Fútbol Sub-20 | Selección Argentina | Paraguay | 1967 |